# Старая Михайловка (Мордовия)
Старая Михайловка — село, центр сельской администрации в Ромодановском районе Мордовии. Население 102 чел. (2001), в основном русские.
Расположено на речке Ришлейке, в 16 км от районного центра и 9 км от рзд. 46 км. Через Старую Михайловку проходит дорога, соединяющая с. Анненково и Саловка.
В Старомихайловскую сельскую администрацию входят д. Покрышкино (49 чел.) и Ханинеевка (33 чел.).

## История
Название-антропоним: село основано рейтарами Михайловыми на Саранской засечной черте.
В «Списке населённых мест Пензенской губернии» (1869) Старая Михайловка (Александровское) — село владельческое и казённое из 56 дворов Саранского уезда.
В 1814 году на средства прихожан и помещика А. Полянского была построена 2-престольная (глава — Святой Живоначальный Троицы, в приделе — архистратига Михаила) церковь. Владела 36 десятинами земли, ежегодный доход от которой составлял около 500 руб. При церкви действовали 2-классная (с образцовой 1-классной) церковно-приходская школа в Старой Михайловке и земская 1-классная школа в д. Покрышкино. В церковно-приходской школе обучались 124 мальчика и 8 девочек (1913).
В 1913 году в селе имелись 3 ветряные мельницы, кузница, несколько торговых лавок и полукустарных мастерских.
До Октябрьской революции волостное село вместе с деревнями насчитывало 1 500 чел.
После 1917 году церковь была закрыта.

## Известные уроженцы
- Мартынов, Василий Иванович (1917—1979) — советский военный деятель, генерал-майор.
- Мухин, Александр Андреевич (1919—1994) — советский художник, заслуженный деятель искусств Мордовии.
- Михалёва, Тамара Васильевна — кандидат педагогических наук, в 1960-е годы заведующая кафедрой русского языка филологического факультета Мордовского государственного университета.